# Lange Ven
Het Lange Ven is een natuurgebied ten zuidoosten van Heijen en ten noordoosten van de buurtschap Diekendaal.
Het Lange Ven is geen ven, maar een restant van oude Maasarm, die tegenwoordig achter de rivierduinen ligt. Het gebied is rijk aan planten en vogels. Wateraardbei, moerashertshooi en waterdrieblad worden hier aangetroffen. Ook werden hier in de buurt voorwerpen uit de Romeinse tijd aangetroffen.